# Śródmieście (Zabrze)
Śródmieście – dzielnica Zabrza ustanowiona w 2021 roku, znajdująca się w środkowej części miasta.
Obszar dzielnicy obejmuje część terenów dawnych wsi Małe Zabrze i Dorota, które w 1905 roku wraz ze Starym Zabrzem utworzyły gminę wiejską Zabrze. Gmina ta 1 października 1922 roku otrzymała prawa miejskie.

## Położenie
Dzielnica Śródmieście znajduje się w środkowej części miasta Zabrze i obejmuje obszar 1,4 km². Od północy graniczy z dzielnicą Skłodowskiej-Curie, od wschodu z Zandką, od południa z Centrum Południem, zaś od zachodu z Centrum Północą i Osiedlem Tadeusza Kotarbińskiego. Granice dzielnicy wyznaczają: ul. Mieczysława Niedziałkowskiego, ul. Mikulczycka i Park Hutniczy od północy, ul. Bytomska, ul. Pawła Stalmacha i ul. Wolności od wschodu, ul. Św. Floriana, ul. 3 Maja i ul. Sądowa od południa oraz ul. Gen. Charlesa de Gaulle’a i al. Wojciecha Korfantego od zachodu.

## Historia
Dzielnica została utworzona z części dzielnic Centrum Południe i Centrum Północ na mocy Uchwały nr XXXVIII/635/21 Rady Miasta Zabrze z dnia 18 października 2021 r. w sprawie utworzenia nowej jednostki pomocniczej Miasta Zabrze – dzielnicy Śródmieście i nadania jej statutu, ogłoszonej w Dzienniku Urzędowym Województwa Śląskiego 26 października 2021 roku, obowiązującej od 10 listopada 2021 roku, zmienionej uchwałą nr XXXIX/650/21 Rady Miasta Zabrze z dnia 15 listopada 2021 roku .
Pierwsze wybory do Rady Dzielnicy Śródmieście odbyły się 20 marca 2022 roku. Wystartowało w nich 21 kandydatów, spośród których 15 osób z najwyższą liczbą głosów uzyskało mandat radnego. Siedziba rady dzielnicy mieści się w budynku Urzędu Miejskiego w Zabrzu przy ul. Powstańców Śląskich 5-7.

## Zabytki

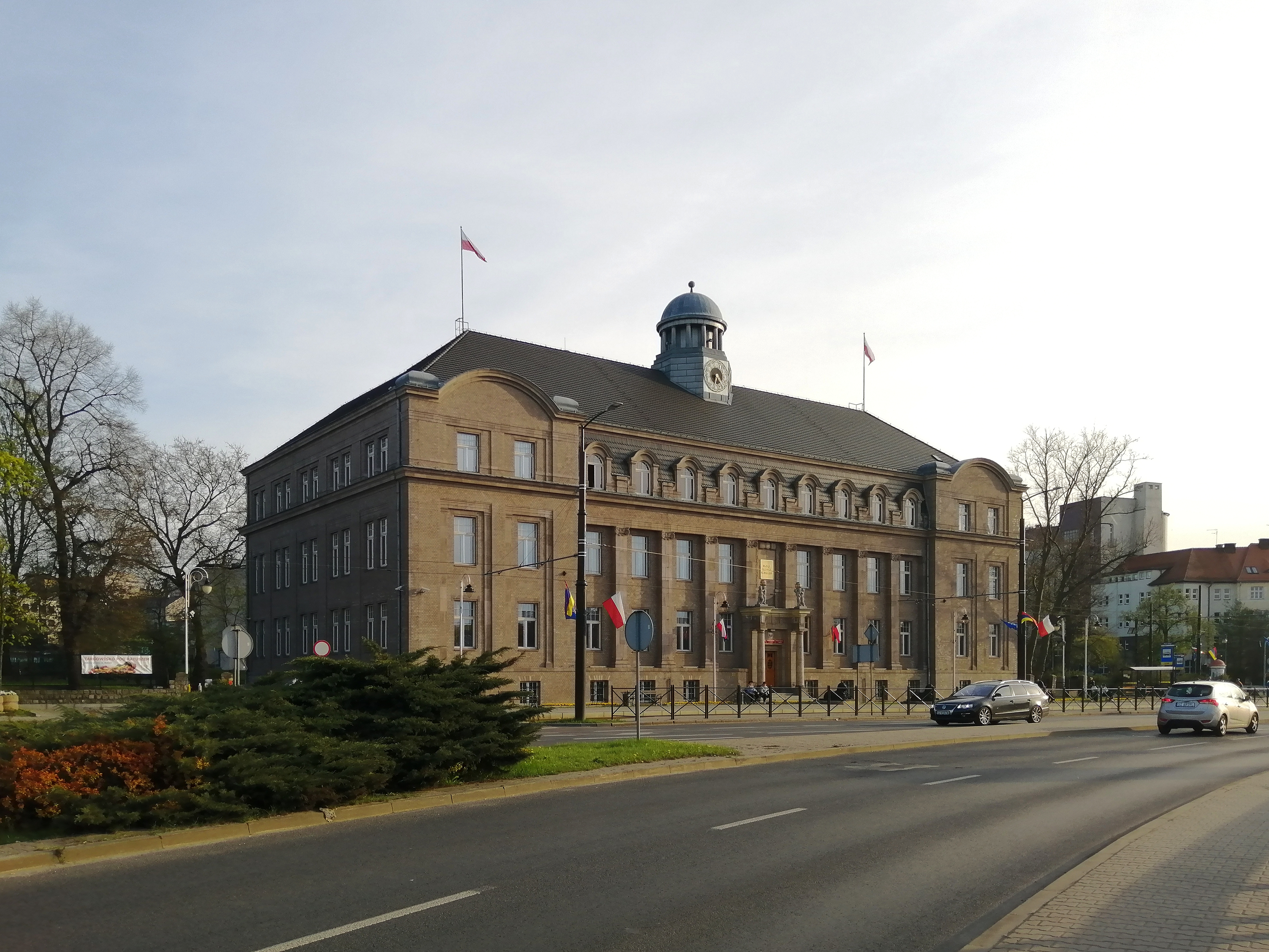
Budynek dyrekcji dawnej Donnersmarckhütte, ul. Prof. Zbigniewa Religi 1 (2022)

Według stanu z sierpnia 2023 roku w granicach dzielnicy Śródmieście znajdują się następujące obiekty wpisane do rejestru zabytków nieruchomych województwa śląskiego :
- Hotel Admiralspalast przy ul. Wolności 305 – nr rej. A/769/2021 z 2 marca 2021,
- fragment Głównej Kluczowej Sztolni Dziedzicznej wraz z jej wylotem przy ul. Karola Miarki – nr rej. A/220/07 z 11 grudnia 2007,
- budynek dawnego starostwa, obecnie Muzeum Górnictwa Węglowego przy ul. 3 Maja 19 – nr rej. A/946/2022 z 11 marca 2022,
- budynek dyrekcji dawnej Donnersmarckhütte (współcześnie Urząd Miejski[14]) przy ul. Prof. Zbigniewa Religi 1 – nr rej. A/214/07 z 8 października 2007,
- dawne kasyno, obecnie Teatr Nowy przy pl. Teatralnym 1 – nr rej. A/620/2020 z 7 kwietnia 2020,

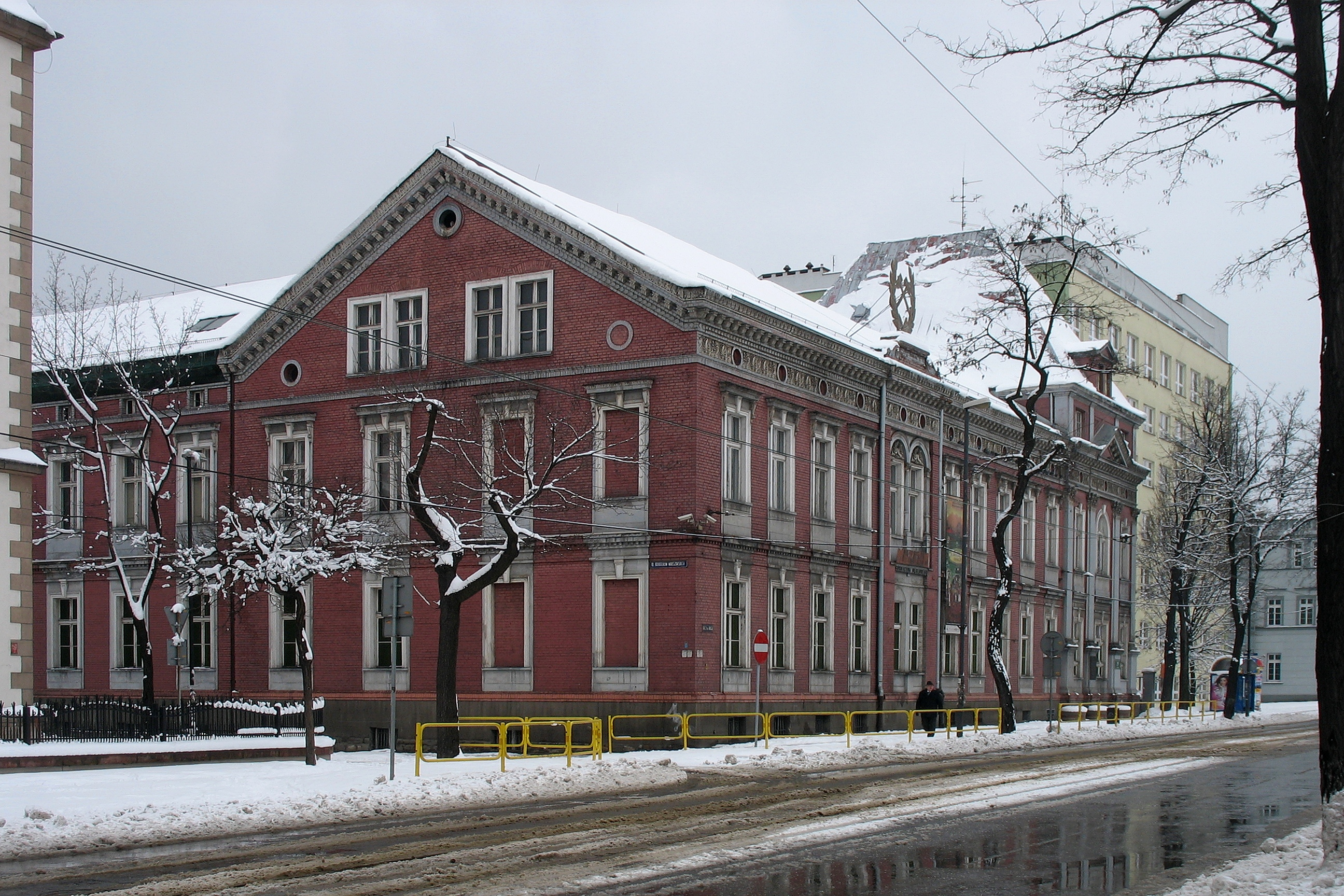
Budynek Muzeum Górnictwa Węglowego, ul. 3 Maja 19 (2013)

- willa, obecnie dyrekcja Teatru Nowego przy ul. Park Hutniczy 2 – nr rej. A/621/2020 z 7 kwietnia 2020,
- kaplica św. Floriana w zespole dawnej Donnersmarckhütte przy pl. Teatralnym – nr rej. A/312/10 z 19 sierpnia 2010,
- kościół ewangelicko-augsburski im. Pokoju przy ul. Marcina Lutra 2 – nr rej. A/150/05 z 26 września 2005,
- wschodnia część Parku im. Poległych Bohaterów – nr rej. A/376/12 z 10 maja 2012,
- zespół zabudowy Szpitala Klinicznego Nr 1 przy ul. 3 Maja 13-15, obejmujący budynek kliniki pediatrii, poliklinikę, poradnię, kuchnię, pralnię, wozownię oraz wieżę ciśnień – nr rej. A/872/2021 z 20 września 2021,
- budynek sądu przy ul. 3 Maja 21 – nr rej. A/354/11 z 14 listopada 2011,
- budynek prokuratury przy ul. 3 Maja 23 – nr rej. A/353/11 z 14 listopada 2011,
- budynek komendy policji, obecnie przychodnia przy ul. Piastowskiej 11 – nr rej. A/13/06 z 10 maja 2006,
- remiza strażacka z 1907 roku, projektu Konrada Segnitza i Maxa Bogatzka[15], w zespole zabudowy osiedla Zandka przy ul. Pawła Stalmacha 22 – nr rej. A/381/12 z 11 czerwca 2012,
- kamienica przy ul. 3 Maja 1-1a – nr rej. A/537/2019 z 21 sierpnia 2019.

## Galeria

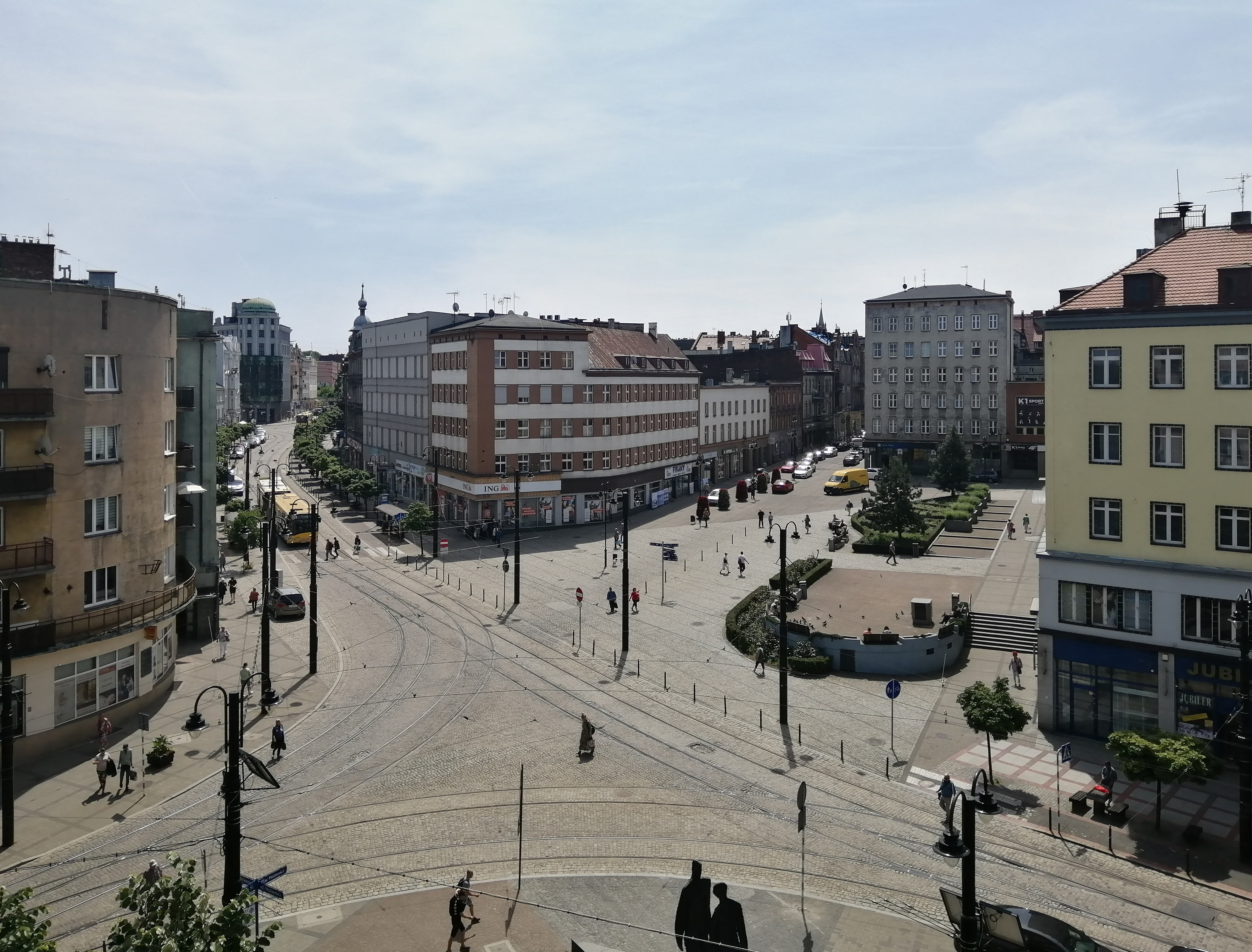
Plac Wolności (2023)
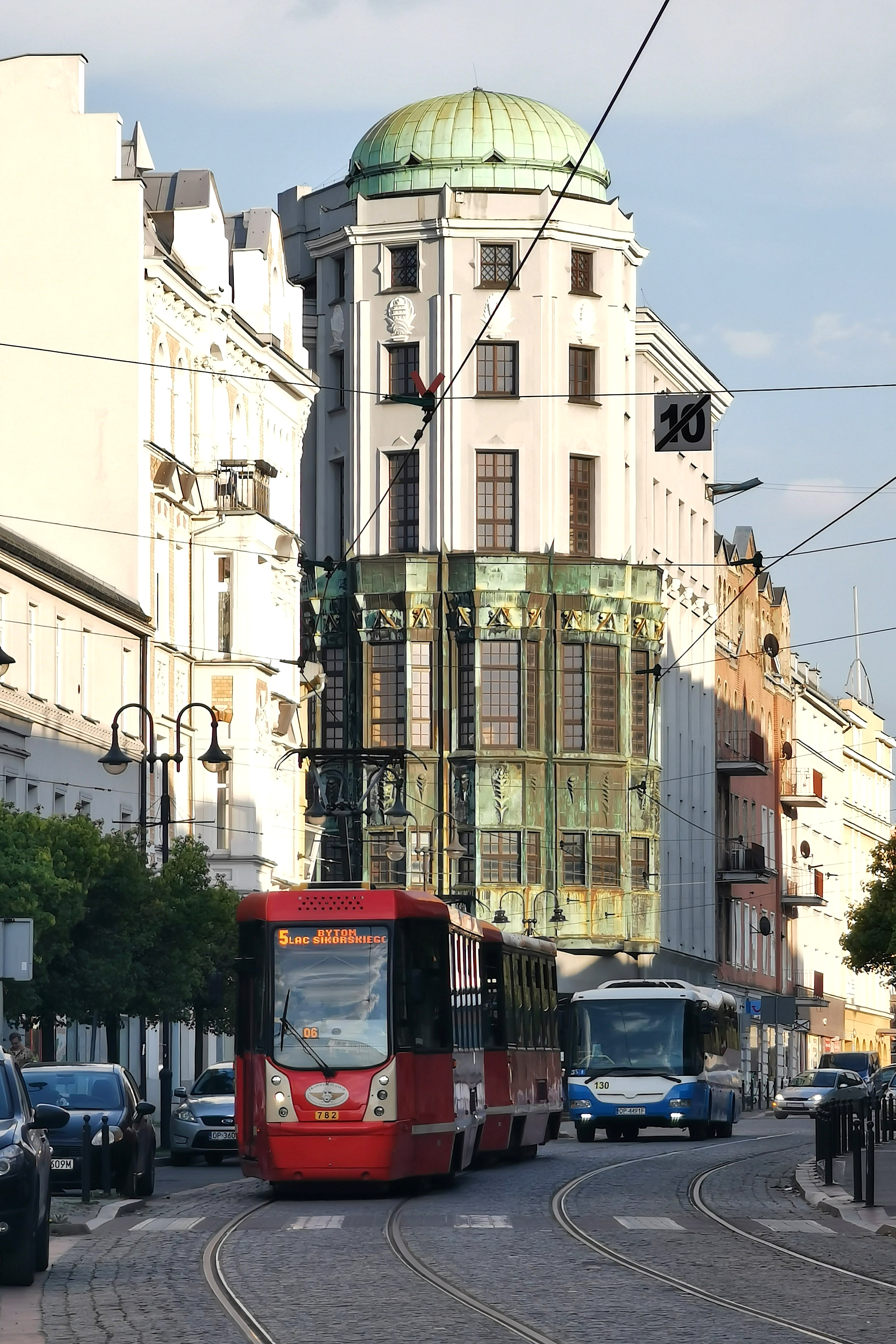
Ulica Wolności i Hotel Admiralspalast (2023)
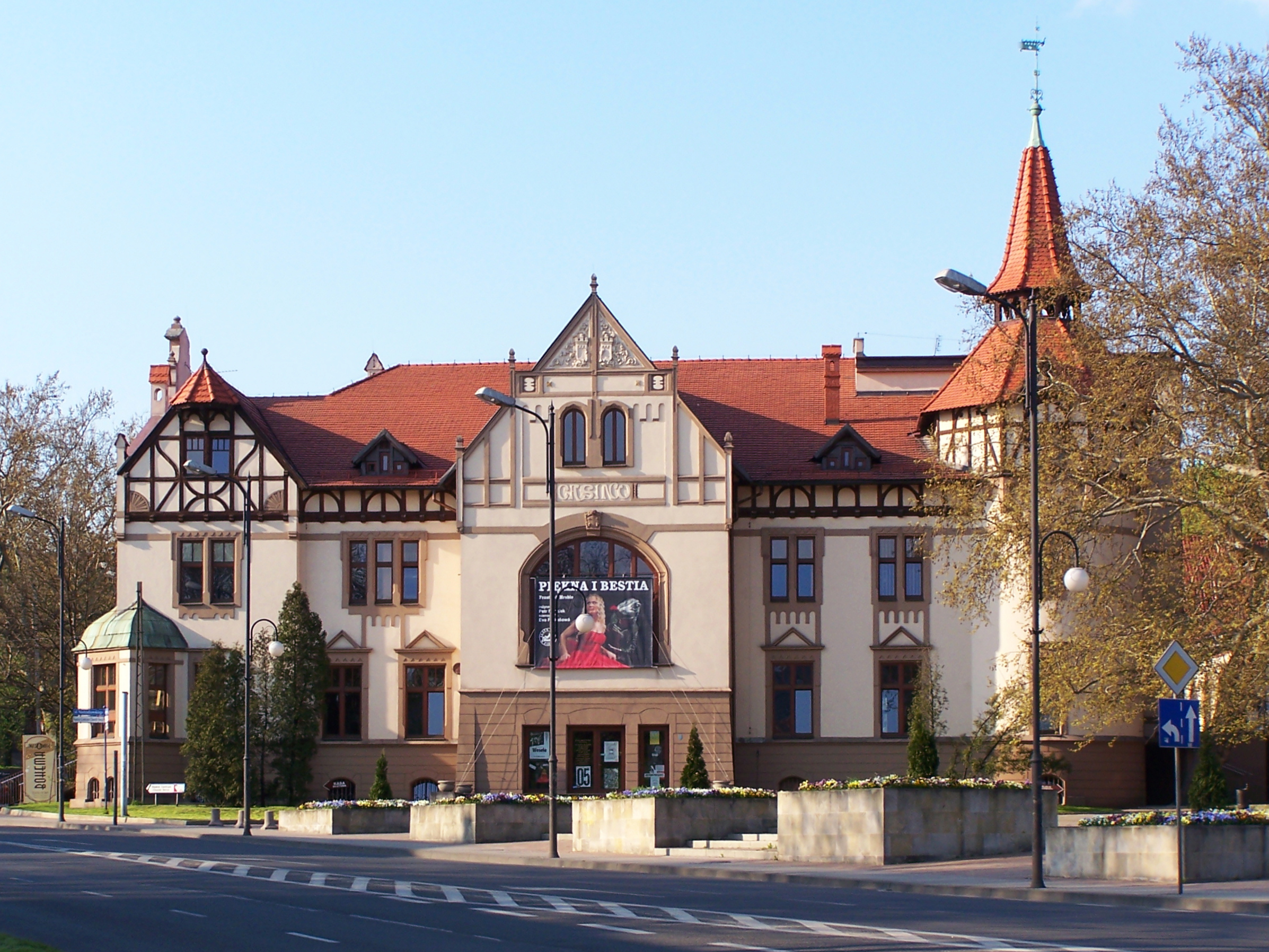
Budynek Teatru Nowego przy pl. Teatralnym (2008)
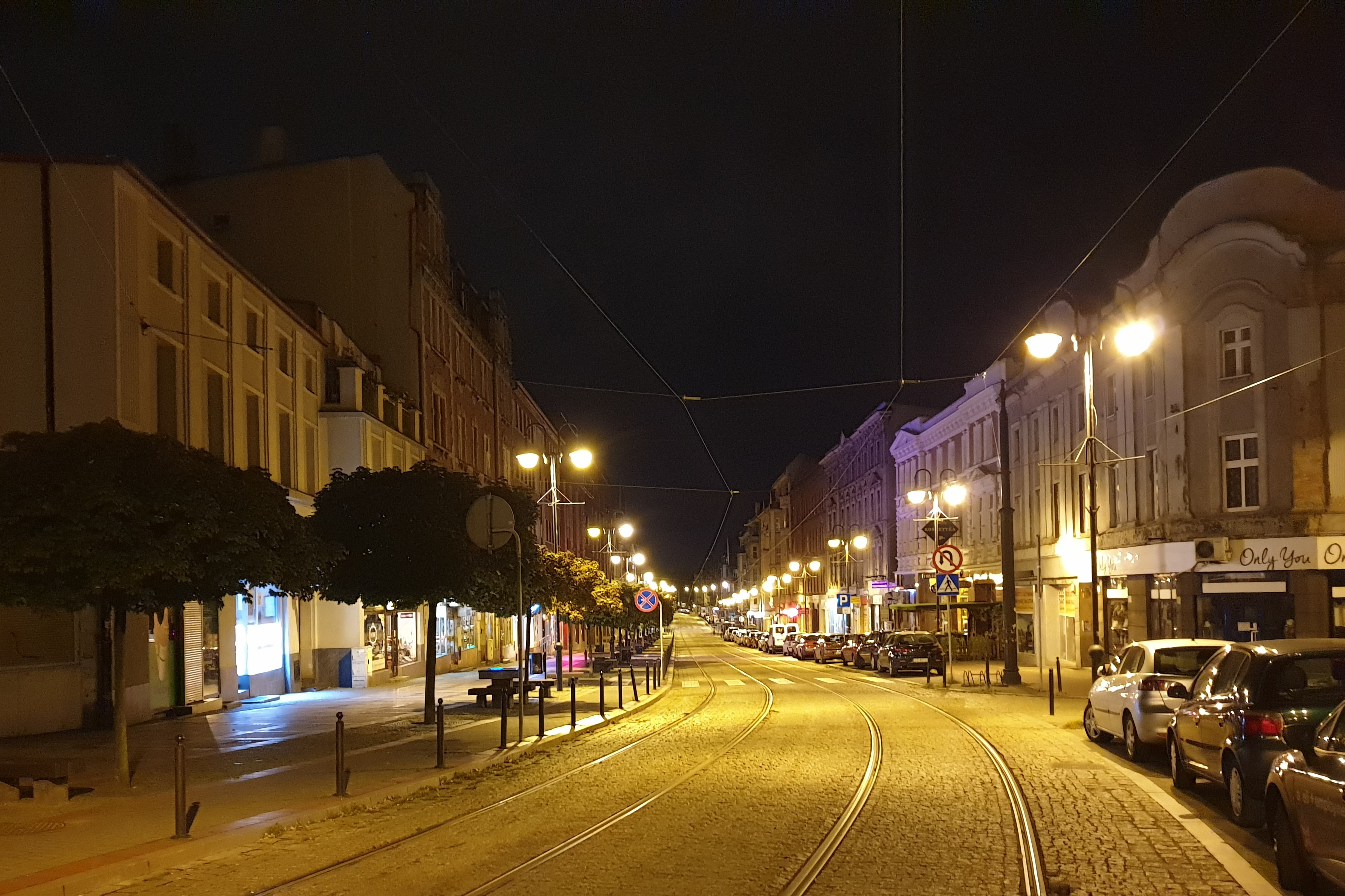
Ulica Wolności nocą (2018)
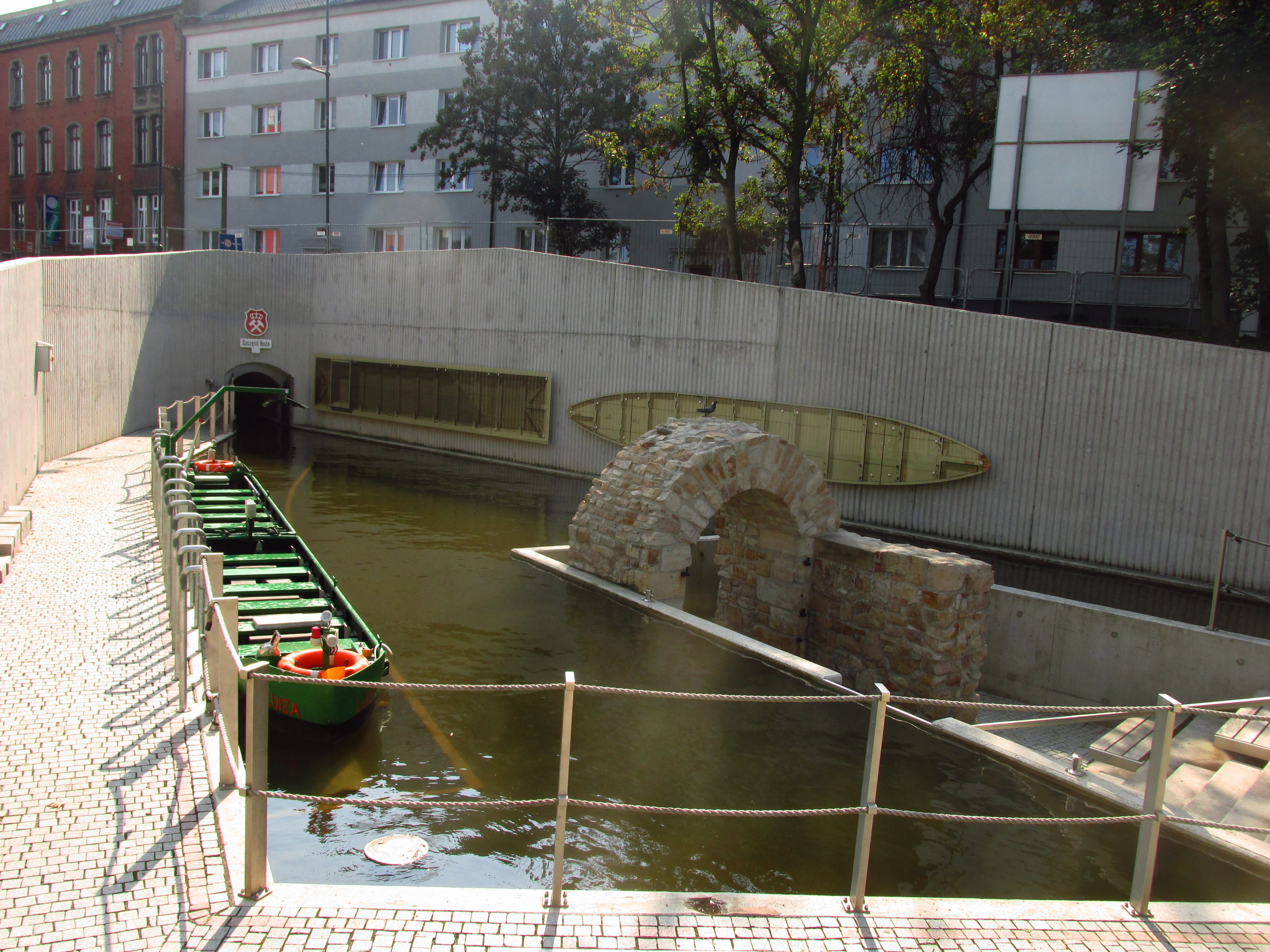
Wylot Głównej Kluczowej Sztolni Dziedzicznej przy ul. Karola Miarki (2018)
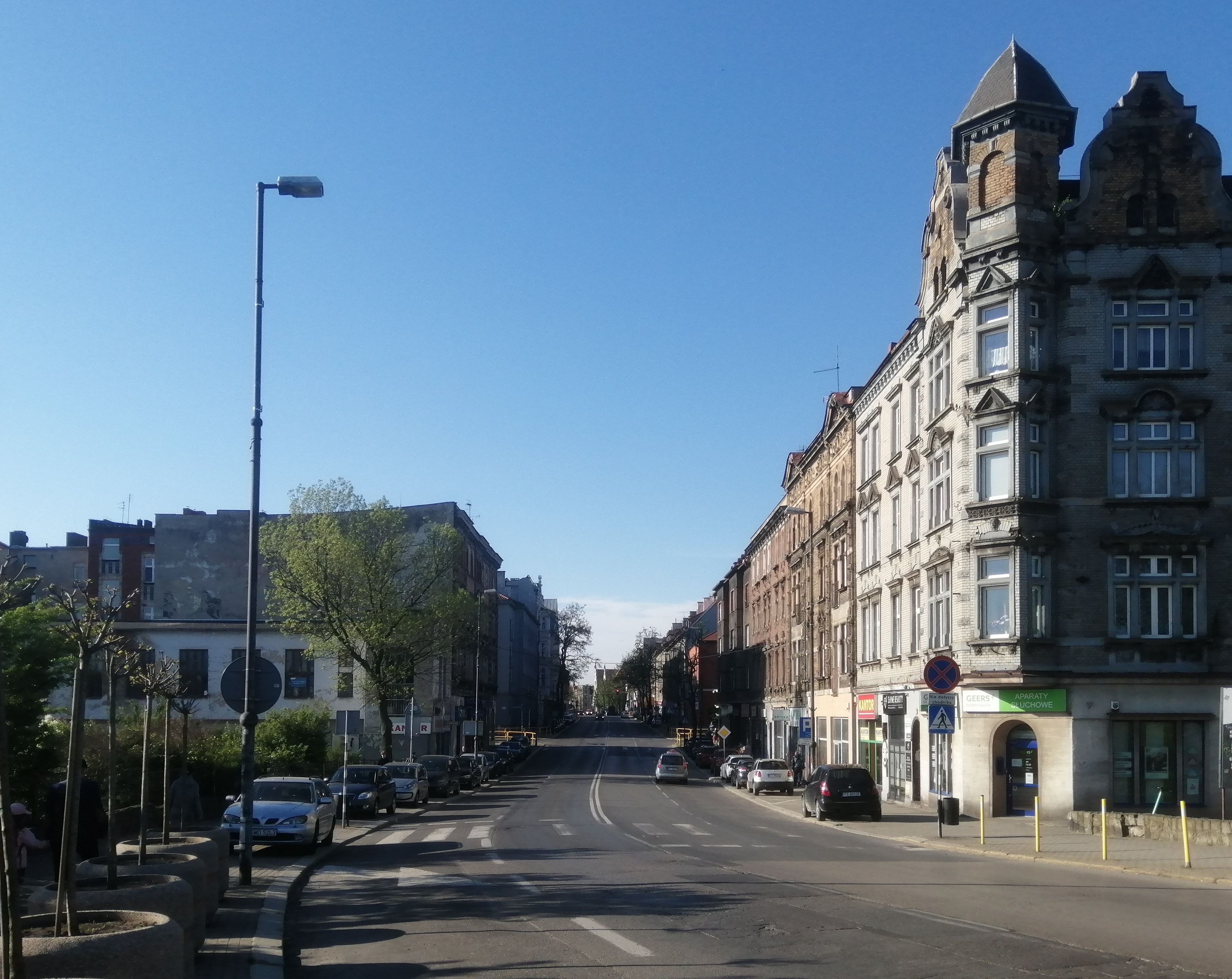
Ulica 3 Maja, widok w kierunku południowym (2023)
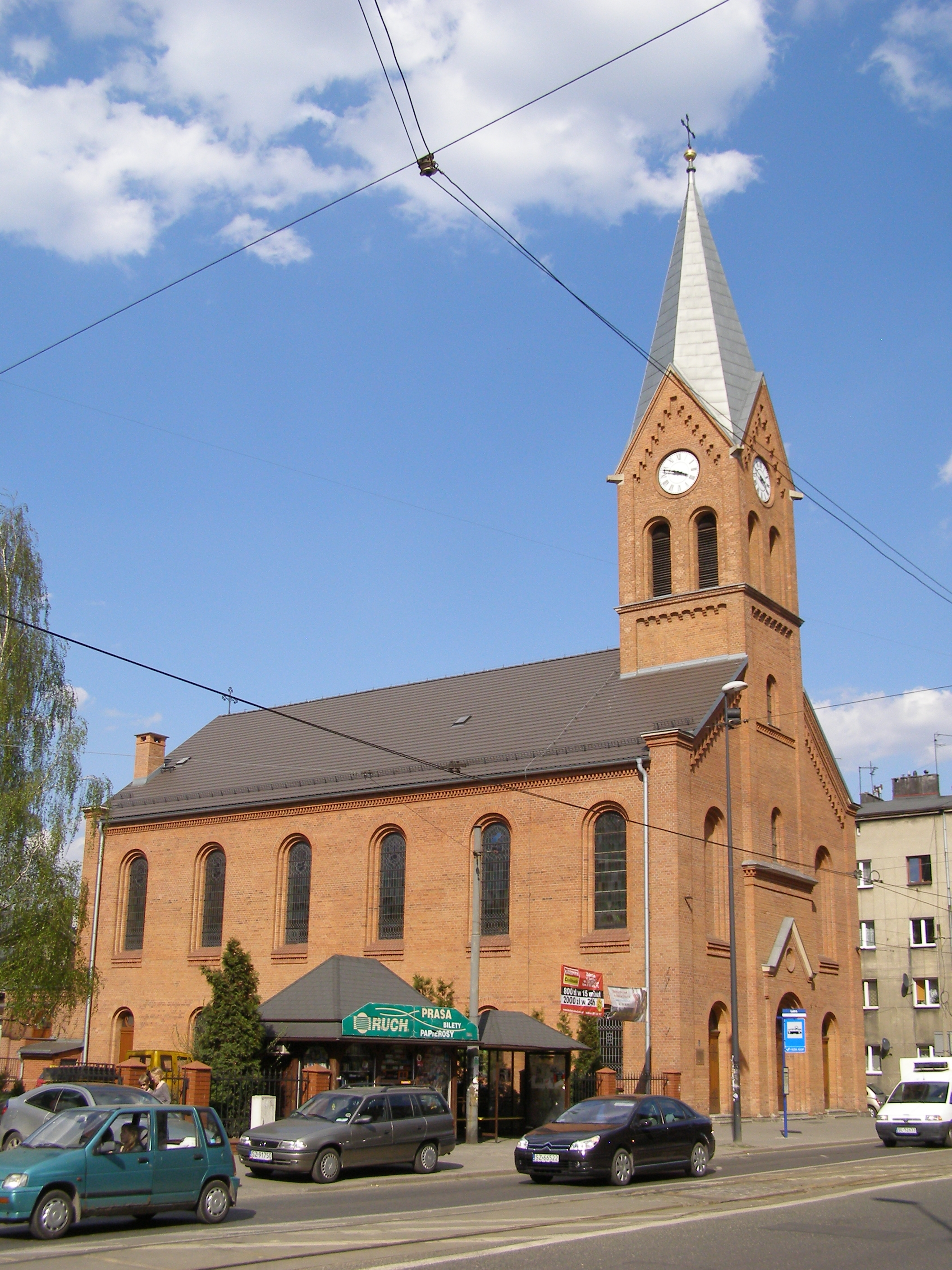
Kościół Pokoju przy ul. Lutra (2013)
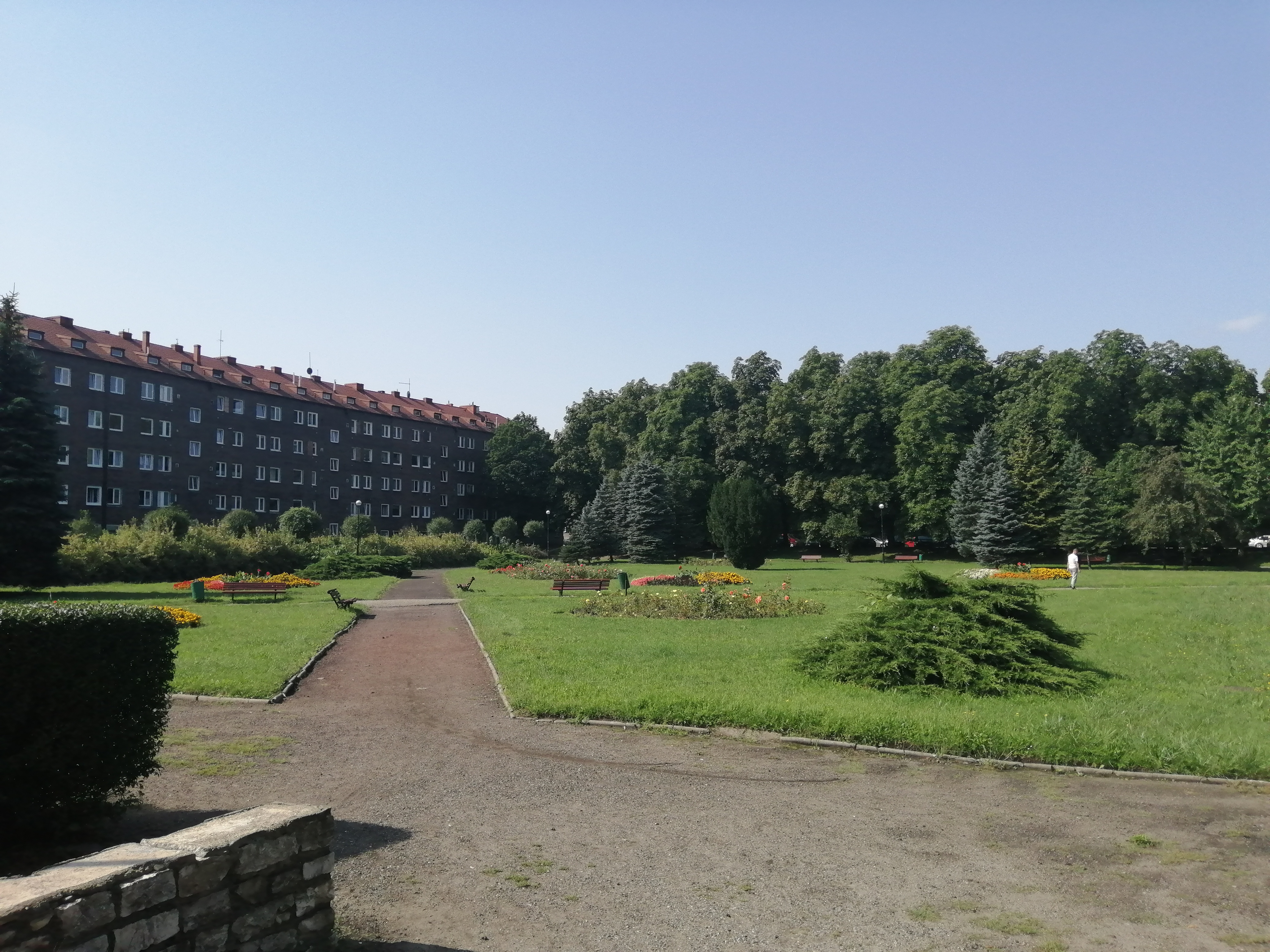
Plac Traugutta (2022)